# 方天戟
方天戟，又称方天画戟，其尖頭兩旁有一對（兩支）月牙形戈身。宋元明之後的小說演義較常出現。歷史上，方天畫戟通常是一種儀設之物，較少用於實戰，不過並非不能用於實戰，只是對使用者的要求極高。

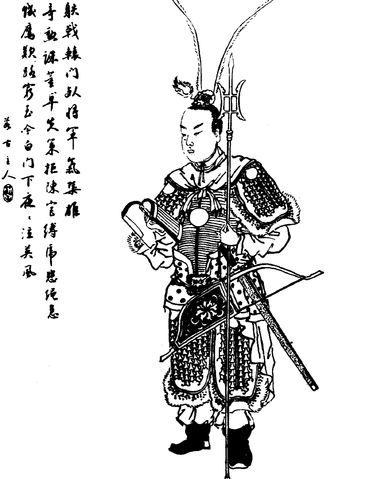
小說中的呂布手持方天戟。

與方天戟類似而頂端只有一支月牙形戈身的稱作青龍戟。

## 文學作品
文學中，有很多人物使用方天画戟，列表如下：
- 《三国演义》：吕布、李封、锺绅、宋谦、贾华、鄂焕、韩琼；
- 《水浒传》：吕方、郭盛、史文恭、吴秉彝、韩存保、兀颜光、兀颜延寿、耶律得忠、仇琼英、方貌、方杰；
- 《简本水浒传》：吕方、郭盛、史文恭、韩存保、兀颜光、兀颜延寿、耶律得忠、马灵、闻人世崇、洪资、方貌、方杰；
- 《荡寇志》：吕方、郭盛、祝永清、祝万年、火万城、王良；
- 《梅氏水浒传》：吕方、郭盛、宿义；
- 《续水浒传》：裘镜仙；
- 《水浒后传》：孙本；
- 《西游记》：阿七大王、金翅大鹏雕；
- 《后西游记》：黑将军；
- 《封神演义》：蘇全忠、敖丙、李靖、蕭銀、陈桐、余化、魔礼红、邓华、方相、赵升、赵丙、殷洪、殷郊、王豹、卞吉、高明；
- 《桃花女阴阳斗传》：白虎神、桃花女；
- 《夏商野史》：江婔、陆吾、尹逸；
- 《春秋列国志传》：尹逸、州蒲、子桑；
- 《东周列国志》：公子吕、孔父嘉、公孙阏、曹沫、南宫长万、成大心、褒蛮子、晋厉公、田忌；
- 《临潼斗宝》：蒯外；
- 《锋剑春秋》：李靖、樊哙、竖眉仙；
- 《西汉演义》：樊哙；
- 《东汉演义》：马武、臧宫、宗佻、吴汉；
- 《两汉志传》：马武、邳彤；
- 《反三国演义》：黄武、典满；
- 《续三国演义》：王瑚、凌霄、陈安、郭京、苟晞；
- 《东西晋演义》：呼延攸；
- 《后三国石珠演义》：乌梦月、袁玉銮；
- 《南北史演义》：斛律光、段韶；
- 《禅真逸史》：林时茂、夏景、薛举、沙应龙、猛姩蜚仙；
- 《禅真后史》：秋侨；
- 《说唐》：李渊、雷明、华公义、王伯当、段达、王世充；
- 《说唐后传》：伍龙、薛仁贵、张士贵、何宗宪；
- 《说唐三传》：薛仁贵、薛丁山；
- 《薛刚反唐》：薛云、尚姣英；
- 《粉妆楼》：李定；
- 《隋唐演义》：李渊、窦线娘、杜荣、马华；
- 《五代残唐》：邓天王、艾佑
- 《残唐五代史演义》：程敬思、邓天王、艾祐、萧龙、李嗣源；
- 《飞龙全传》：单守能；
- 《杨家府演义》：佘氏、麻哩喇虎、王黑虎；
- 《杨家将传》：刘雄、王文、土金秀、麻哩喇虎、束天神；
- 《说呼全传》：庞飞虎、呼延守勇；
- 《包公案》：赤土大王；
- 《五虎征西》：但但温；
- 《说岳全传》：洪文、洪武、田奇、杨宾、伍尚志；
- 《岳王传》：耶律翰、刘浩；
- 《痛史》：张国威、张世杰；
- 《英烈传》：康茂才、吕珍、耿炳文、张兴祖、郭英；
- 《七剑十三侠》：邺天庆
- 《女仙外史》：董翥、董骞、瞿雕儿、柳升、楚由基、连蕊娘、庄次蹻、董翱、韦达；
- 《三宝太监西洋记》：姜老星忽刺、郑堂、家老实；
- 《彭公案》：鲁豹、马玉龙；
- 《施公案》：张英、郝其鸾、殷勇、吕飞熊；
- 《平金川》：葛尔丹；